# Semium subglabrum
Semium subglabrum är en insektsart som beskrevs av Knight 1927. Semium subglabrum ingår i släktet Semium och familjen ängsskinnbaggar. Inga underarter finns listade i Catalogue of Life.